# Georg Niklas Pucher von Meggenhausen
Georg Niklas Pucher von Meggenhausen (* 16. Jahrhundert; † nach 1644; auch Georg Niklas Pucher oder Puecher) war kaiserlicher Hofbeamter.

## Leben
Er entstammte dem ursprünglich im Kanton Graubünden (Schweiz) ansässigen österreichischen Adelsgeschlecht Pucher von Meggenhausen und war der Bruder des kaiserlichen Reichshofrats Johann Rudolf Pucher von Meggenhausen. Gemeinsam wurden beide durch Kaiser Rudolf II. am 3. Oktober 1603 in Prag in den rittermäßigen Adelsstand mit Wappenbesserung erhoben.
Pucher diente zunächst im Obersthofmarschallamts-Sekretariat. Später wurde er kaiserlicher Rat, landesfürstlicher Stadtanwalt und Stadtschreiber in Linz, Pfalzgraf (Comes Palatinus) und Landschaftseinnehmer (1629). Außerdem war er Hofrichter des Stiftes Kremsmünster.
Während des oberösterreichischen Bauernkrieges hielt sich Pucher im Juni 1626 als Katholik auf der Flucht in Passau auf und bat den bayerischen Kurfürsten Maximilian I. um Salvaguardia für sein Gut Egendorf und sein Freihaus in Wels.
Im Jahr 1629 kaufte er in Linz zwei benachbarte Grundstücke und baute darauf ein Haus, das bis 1644 in seinem Besitz blieb. 1633 erwarb er die Herrschaft Eggendorf im Traunkreis und machte die Burg zu seinem Wohnsitz.